# Академия архитектуры СССР
Академия архитектуры СССР (сокращённо АА)— высшее научное учреждение в области архитектуры. Основана в Москве в 1934 году. В 1956 году реорганизована в Академию строительства и архитектуры СССР.

## История
Образована 1 января 1934 года на основании постановления ЦИК СССР как Всесоюзная Академия архитектуры. Она была призвана играть важную роль в крупных строительных проектах того времени (канал имени Москвы, Московский метрополитен, Дворец Советов, Днепрогэс и т. п.). 31 августа 1939 года был утверждён устав, определивший задачи академии, организацию и структуру. Она получила новое название «Академия архитектуры СССР». В сентябре 1939 года был утверждён первый состав действительных членов.
В числе задач академии входило обобщение творческой практики, разработка вопросов теории советской архитектуры, изучения художественного наследия, содействие социалистическому строительству, создание научных кадров, развитие научно-исследовательских и экспериментальных работ.
В состав академии входило 6 НИИ: Истории и теории архитектуры, Архитектуры жилища, Архитектуры общественных и промышленных сооружений, Градостроительства и планировки населённых мест, Строительной техники, Архитектуры колхозного и сельского строительства. Также в составе академии были Музей архитектуры, научная библиотека, лаборатории, мастерские и другие учреждения. В Ленинграде действовал филиал Академии архитектуры. В 1940 году была создана Академия архитектуры Украинской ССР.
Академия архитектуры СССР издавала (издательство «Архитектура») научные труды, научно-популярную, периодическую и другую литературу.
Академия была учреждена при Президиуме ЦИК СССР. В 1936 году Академия была передана Комитету по делам искусств при СНК СССР. В дальнейшем она находилась в ведении Комитета по делам архитектуры при СНК СССР (1943—1946), а с образованием в Советском Союзе Министерств в 1946 году — в составе комитета СМ СССР (1946—1949). С 1949 по 1950 год Академия в течение года находилась в составе Министерства городского строительства СССР. С образованием в 1950 году системы Госстроя СССР находилась в подчинении ведомства.
После прихода к власти Н. С. Хрущёва и начале кампании по борьбе с архитектурными излишествами Академия архитектуры СССР стала подвергаться критике за односторонний подход к архитектуре. «Наличие крупных недостатков и извращений в архитектуре» объяснялось ошибками в работе Академии. Постановлением ЦК КПСС и СМ СССР от 23 августа 1955 года академия была ликвидирована. В 1956 году на базе неё была организована Академия строительства и архитектуры СССР (упразднена в 1963 году).

## Президенты
- Веснин, Виктор Александрович (1939—1949)[4]
- Мордвинов, Аркадий Григорьевич (1950—1955)[4]
- Власов, Александр Васильевич (1955—1956)[4]